# Hirokatsu Tayama
Hirokatsu Tayama –en japonés, 田山寛豪, Tayama Hirokatsu– (Oarai, 12 de noviembre de 1981) es un deportista japonés que compitió en triatlón. Ganó dos medallas en los Juegos Asiáticos de 2014, y seis medallas en el Campeonato Asiático de Triatlón entre los años 2004 y 2016.

## Palmarés internacional
| Juegos Asiáticos    | Juegos Asiáticos           | Juegos Asiáticos  | Juegos Asiáticos |
| Año                 | Lugar                      | Medalla           | Prueba           |
| ------------------- | -------------------------- | ----------------- | ---------------- |
| 2014                | Incheon (Corea del Sur)    | Medalla de oro    | Relevo mixto     |
| 2014                | Incheon (Corea del Sur)    | Medalla de plata  | Individual       |
| Campeonato Asiático |                            |                   |                  |
| Año                 | Lugar                      | Medalla           | Prueba           |
| 2004                | Bahía de Súbic (Filipinas) | Medalla de bronce | Individual       |
| 2006                | Jiayuguan (China)          | Medalla de oro    | Individual       |
| 2007                | Tongyeong (Corea del Sur)  | Medalla de plata  | Individual       |
| 2009                | Incheon (Corea del Sur)    | Medalla de plata  | Individual       |
| 2012                | Tateyama (Japón)           | Medalla de plata  | Individual       |
| 2016                | Hatsukaichi (Japón)        | Medalla de oro    | Individual       |